# Mintom
Mintom est une commune du Cameroun située dans la région du Sud et le département du Dja-et-Lobo.

## Géographie
La localité de Mintom est située sur la route nationale RN9 à 187 km à l'est du chef-lieu départemental Sangmélima. La Commune s'étend au sud de la rive droite de la rivière Dja et est frontalière du Gabon et de la République du Congo au sud. 
|       | Lomié               |        |
| Djoum | Mintom              | Ngoyla |
| Gabon | République du Congo |        |

## Histoire
Le nom du village Mintom est le pluriel de Ntom en langue vernaculaire qui désigne une espèce d'arbre peuplant la contrée. District en 1981, la commune de Mintom est créée le 24 avril 1995 par démembrement de la commune de Djoum. La sous-préfecture est installée en 1996, le premier maire est élu également en 1996.

## Population
Lors du recensement de 2005, la commune comptait 6 130 habitants, dont 1 322 pour Mintom Ville. L'enquête terrain réalisée en 2014 relève une populationn  communale de 11 376 habitants, dont 881 pour l'espace urbain du chef-lieu. Les villages les plus peuplés sont Zoebefam (970 habitants), Zoulabot (797 habitants), Nkol Koumou (899 habitants).
La population est constituée de trois groupes ethniques autochtones, Fang, Baka et Ndem. Les ethnies allogènes présentes sont les anglophones, les Eton, les Bamoun et les ressortissants de pays voisins.

## Chefferie traditionnelle
L'arrondissement de Mintom compte une chefferie traditionnelle de 2e degré :
- 777 : Chefferie Fang Nord

## Villages et campements
La commune s'étend sur 28 villages sièges de chefferies traditionnelles de 3e degré et 23 campements localisés à proximité des axes routiers :
- Akom
- Alati
- Bi
- Bindom
- Koungoulou
- Lélé
- Mboutoukong
- Mekom
- Mekoto
- Nkolemboula
- Zoebefam
- Zo'otou I
- Zo'otou II
- Zoulabot
- Zoulameyong

## Cultes
Le village chef-lieu est le siège de la paroisse catholique du Saint-Maximilien-Kolbé de Mintom, fondée en 1999, rattachée au diocèse de Sangmélima.